# برنامه حمایت از دانشجویان اونتاریو
برنامه حمایت از دانشجویان اوتاریو (به انگلیسی: Ontario Student Assistance Program (OSAP)) یا به اختصار اوسَپ کمک مالی است که از طرف دولت کانادا و اونتاریو به دانشجویان واجد شرایط در استان اونتاریو انجام می‌شود. اوسپ هزینه‌های زندگی دانشجویان از جمله خرید کتاب، پرداخت شهریه دانشگاه، حمل و نقل، اسکان و دیگر هزینه‌های ضروری را تحت پوشش قرار می‌دهد. اوسپ به انواع گوناگونی همچون وام، وام بلاعوض، بورسیه و کمک هزینه تحصیلی به دانشجویان خدمات ارائه می‌کند.

## احراز صلاحیت
متقاضی دریافت کمک اوسپ می‌بایست:
- شهروند کانادا، مقیم دائم کانادا یا پناهنده کانادا باشد.
- مقیم استان اونتاریو باشد.(یعنی ۱۲ ماه به طور مستمر در اونتاریو حضور داشته و در طول این مدت دانشجوی تمام وقت نبوده باشد)
- دانشجوی موسسه آموزشی یا دانشگاهی و نیز مشغول به تحصیل در رشته‌ای باشد که از سوی اوسپ تایید شده باشد.
- طول دوره ثبت نام شده ۱۲ هفته یا بیشتر باشد.
- تا ۶۰٪ (در صورت معلولیت، ۴۰٪) از واحدهای ارائه شده رشته را گزینش کرده باشد.
- قبلاً از اوسپ استفاده نکرده و دارای هیچ محدودیتی نباشد.

متقاضیانی که ۱۲ ماه به طور مستمر در اونتاریو زندگی نکرده باشند اما همسر یا والدینشان به طور مستمر ۱۲ ماه را در اونتاریو به سر برده باشند، برای اوسپ مورد پذیرش واقع می‌شوند.

## نرم‌افزار اوسپ موبایل
نرم‌افزار اوسپ موبایل،(به انگلیسی: OSAP Mobile) که برای تلفن همراه طراحی شده، به متقاضیان این امکان را می‌دهد تا از هر جا و در هر زمان به حساب کاربری اوسپ خود دسترسی داشته باشند. از امکانات این نرم‌افزار می‌توان به موارد زیر اشاره کرد:
- ورود/خروج حساب کاربری اوسپ
- دسترسی به فرم‌های مورد نیاز
- چکیده اقدامات صورت گرفته
- بازبینی اقدامات بعدی
- اسناد مورد نیاز
- چکیده تراکنش‌ها

## اوسپ پاره وقت
بخشی از کمک‌های اوسپ مربوط می‌شود به دانشجویانی که به طور پاره وقت مشغول به تحصیل هستند.(یعنی دانشجویانی که از ۲۰٪ تا ۶۰٪ واحدهای ارائه شده را اخذ کرده باشند) اوسپ پاره وقت از راه‌های زیل به دانشجویان خدمات رسانی می‌کند:
- برنامه اعطای وام به دانشجویان پاره وقت کانادا.
- اعطای وام به دانشجویان با معلولیت‌های دائمی.
- اعطای وام به دانشجویانی که متکفل شخصی هستند.
- وام پاره وقت اونتاریو

بیشترین مبلغی که اوسپ به دانشجویان پاره وقت پرداخت می‌کند، ۱۰،۰۰۰ دلار در هر دفعه است و بیشترین وام هفتگی نیز به مبلغ ۲۱۰ دلار در هر هفته است.